# Iesse, Davide e Salomone

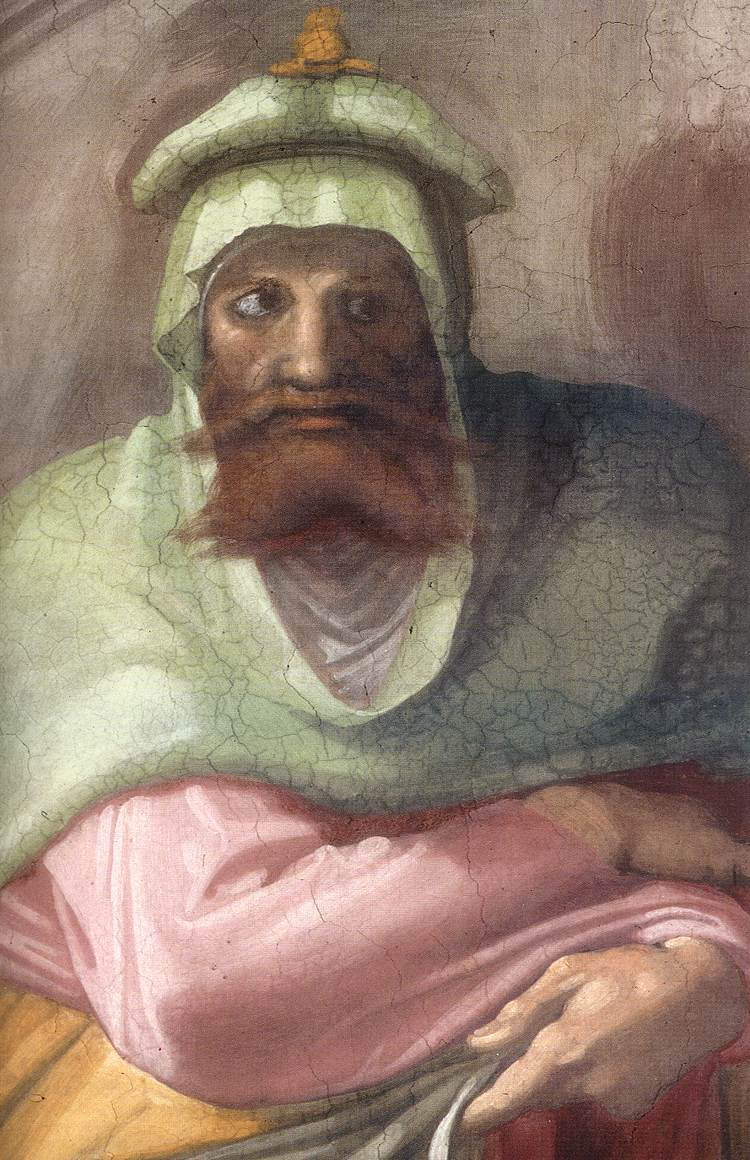
Dettaglio

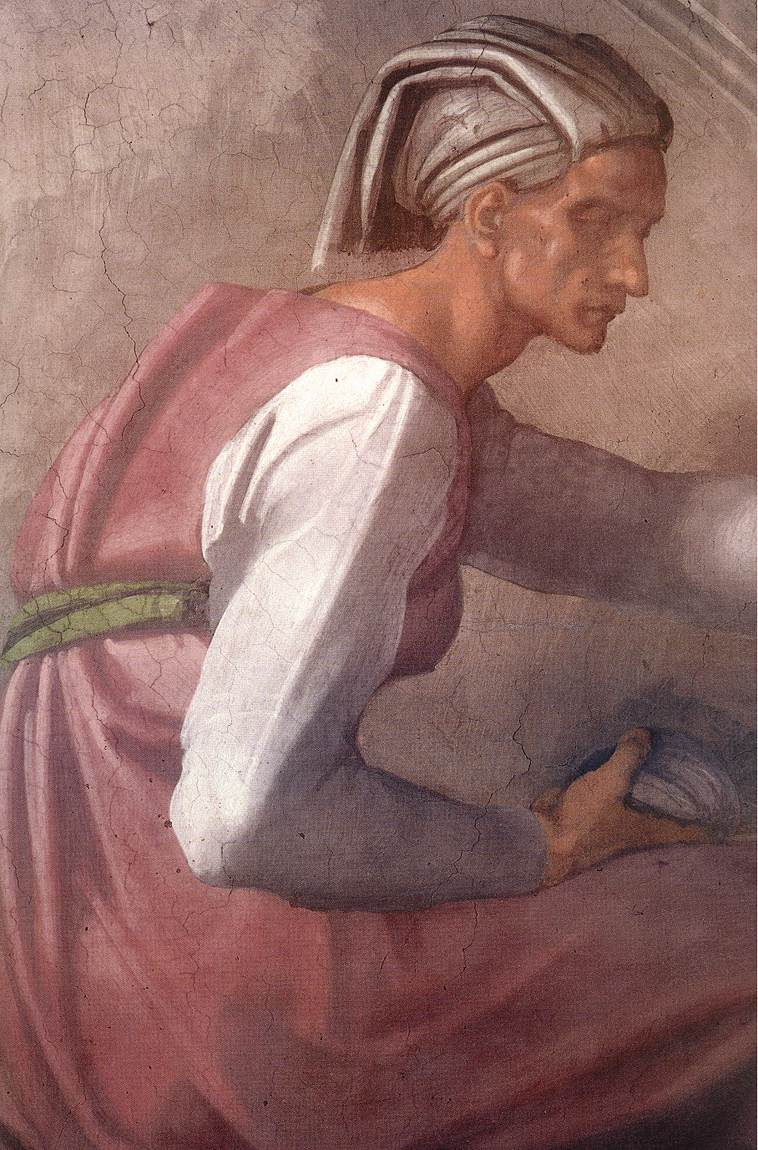
Dettaglio

La lunetta di Iesse, Davide e Salomone venne affrescata da Michelangelo Buonarroti nel 1511-1512 circa e fa parte della decorazione delle pareti della Cappella Sistina nei Musei Vaticani a Roma. Venne realizzata nell'ambito dei lavori alla decorazione della volta, commissionata da Giulio II.

## Storia
Le lunette, che contengono la serie degli Antenati di Cristo, furono realizzate, come il resto degli affreschi della volta, in due fasi, a partire dalla parete di fondo, opposta all'altare. Gli ultimi episodi da un punto di vista cronologico delle storie narrate furono quindi le prime a venire dipinte. Nell'estate del 1511 doveva essere terminata la prima metà della Cappella, richiedendo lo smontaggio del ponteggio e la sua ricostruzione nell'altra metà. La seconda fase, avviata nell'ottobre 1511, terminò un anno dopo, appena in tempo per la scopertura del lavoro la vigilia di Ognissanti del 1512.
Tra le parti più annerite della decorazione della cappella, le lunette furono restaurate con risultati stupefacenti entro il 1986.
La lunetta di Iesse, Davide e Salomone fu probabilmente l'undicesima a essere dipinta, la terza dopo il rimontaggio dell'impalcatura lignea.

## Descrizione e stile
Le lunette seguono la genealogia di Cristo del Vangelo di Matteo. Iesse, Re Davide e Salomone sono nella seconda lunetta della parete sinistra a partire dall'altare; uno dei tre personaggi, ma non si sa esattamente quale, è raffigurato nel gruppo familiare della vela soprastante. 
Essa è organizzata con un gruppo di figure su ciascuna metà, intervallato dal tabellone con i nomi dei protagonisti scritto in capitali romane: "IESSE / DAVID / SALOMON". Nelle lunette della seconda parte la targa ha una forma semplificata, per l'incalzare del papa che voleva una rapida conclusione dei lavori.
Anche il colore di fondo di queste scene è diverso, più chiaro, con figure più grandi e un'esecuzione più rapida e sciolta. L'ingrandirsi delle proporzioni è un accorgimento ottico, studiato per chi procedeva nella cappella dalla porta verso l'altare (come nelle solenni processioni), che amplifica illusionisticamente la grandezza dello spazio. 
Il personaggio a sinistra è tradizionalmente identificato come Re David, con un bambino dal capo velato alle sue spalle identificato con re Salomone, nell'atto di offrire una sorta di piccolo vassoio rituale. La donna a destra sarebbe Betsabea e quindi Iesse sarebbe nella vela soprastante, forse il bambino rappresentato coi genitori. 
David è seduto di lato, ma con la testa e il busto ruotati frontalmente verso lo spettatore, e bacino e gambe leggermente in obliquo. Tale posa ne mette in risalto la possanza fisica e il senso di dominio, anche per il vistoso copricapo, mentre le figure del figlio e della donna appaiono, per contrasto, rispettivamente minuscola e debolmente ricurva. L'abito di David è di foggia orientale, con un berretto-cappuccio verde che scende sulle spalle, una veste rosa e un manto giallo sulle gambe. Le sue braccia sono incrociate e con la possente mano sinistra tiene un lungo panno bianco, forse anch'esso riferibile a un rituale. Le ombre del suo panneggio sono molto forti e ne sbalzano la figura in primo piano. Il volto, parzialmente ombreggiato dal cappuccio, è fortemente concentrato e sembra trasalire, mentre fa per volgersi. La barba e i baffi sono dipinti con poche pennellate, ma decise ed efficaci.
La donna a destra ha invece tonalità più severe nell'abbigliamento, con un viola che diventa molto scuro nelle gambe in ombra, una cintura verde, una camicia e un velo in testa bianchi. Le uniche note squillanti sono il panno giallo che pende sul sedile e i calzari rossi. Il suo volto è modellato con attenzione, con una carica espressiva data dai segni dell'età e da un atteggiamento serio e malinconico, rivolto esclusivamente al lavoro all'arcolaio. Una mano tiene un gomitolo, mentre l'altra fa ruotare lo strumento abbozzato velocemente, con un senso indefinito che sembra suggerire il moto rotatorio.